# Aleuromancja

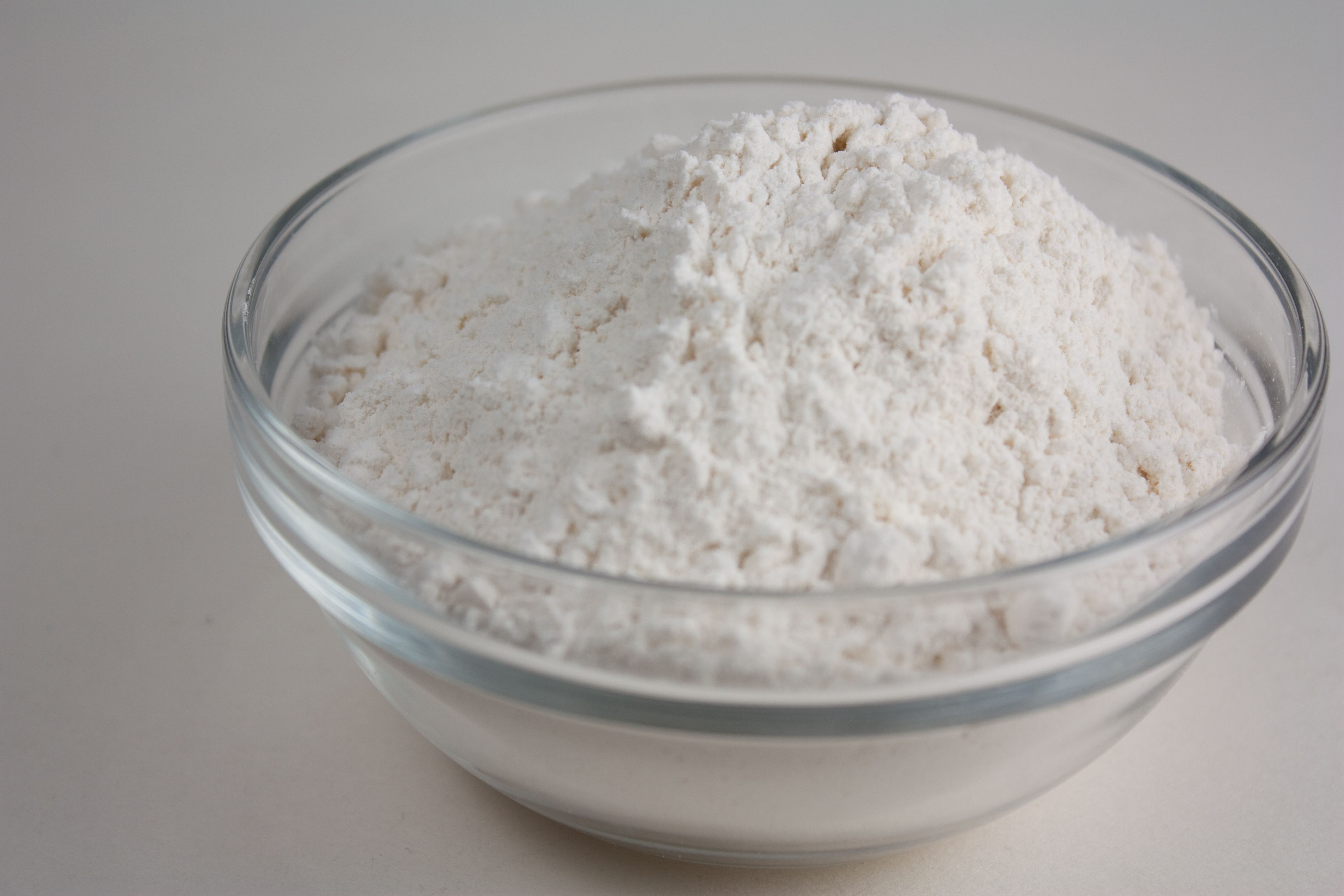
Do aleuromancji używa się mąki pszennej

Aleuromancja – starodawna forma wróżenia za pomocą mąki pszennej (gr. αλεύρι alévri – mąka, μαντεία, manteia, „dywinacja”).

## Historia
Wróżbiarstwo z mąki jest opisane na tabliczkach klinowych z II tysiąclecia p.n.e. Mąka była wysypywana w małe kopczyki, a interpretacja opierała się na obserwacji ich kształtów i orientacji.
Inną metodą aleuromancji było manipulowanie mąką w naczyniu, a następnie odczytywanie symboli powstałych na jego ściankach.
W swojej pierwotnej formie, kawałki papieru zawierające słowa ostrzeżenia były pieczone wewnątrz ciast lub ciastek, które następnie były rozdawane osobom pragnącym poznać swoją przyszłość. Najczęściej przepowiednie dotyczyły nieszczęścia.
Grecy piekli kawałki papieru z napisanymi zdaniami wewnątrz kul mąki, mieszali kule dziewięć razy i je rozdawali. Analogiczną formą tego rodzaju wróżb popularną we współczesności są ciasteczka z wróżbą.
Inna forma aleuromancji polegała na interpretacji wzorów mąki pozostawionych w misce po wymieszaniu w niej mąki i wody oraz wylaniu powstałej mieszaniny.